# Boule-d'Amont
Boule-d'Amont (catalansk: Bula d'Amunt) er en by og kommune i departementet Pyrénées-Orientales i Sydfrankrig.

## Geografi
Boule-d'Amont ligger 42 km sydvest for Perpignan. Nærmeste byer er mod nord Bouleternère (13 km) og mod sydøst Prunet-et-Belpuig (6 km).

## Demografi

### Udvikling i folketal
| 1962                                                              | 1968 | 1975 | 1982 | 1990 | 1999 | 2007 | 2011 | 2017 |
| ----------------------------------------------------------------- | ---- | ---- | ---- | ---- | ---- | ---- | ---- | ---- |
| 91                                                                | 69   | 47   | 70   | 71   | 73   | 55   | 64   | 55   |
| Tal fra og med 1962 er uden dobbelttælling (sans doubles comptes) |      |      |      |      |      |      |      |      |